# Repulse Records
Repulse Records war ein spanisches Musiklabel, das sich schwerpunktmäßig auf die Veröffentlichung von Death Metal konzentriert hat.

## Geschichte
Das Label wurde von Dave Rotten (unter anderem bei den Musikbands Avulsed und Christ Denied aktiv) 1991 gegründet. Der hatte zuvor schon das Musiklabel Drowned Productions geleitet und wollte sich nun mit dem Label unabhängig machen. Als das Label startete, war der Death-Metal-Boom auf seinem Höhepunkt. 
Zeitweise hatte Repulse Records noch drei Niederlassungen:
- Repulse America in San Luis Obispo (USA)
- Repulse South-America in Santiago de Chile
- Repulse Japan in Osaka.

Repulse America wurde von Jacoby Kinsgston und Erik Lindmark geleitet, die mit ihrer Band Deeds of Flesh bei Repulse Records unter Vertrag standen. Die beiden gründeten später das Plattenlabel Unique Leader Records.
Die Geschäfte liefen aufgrund von Fehlinvestitionen Ende der Neunziger nicht mehr gut. Die Arbeit musste im Jahr 2002 wegen finanzieller Probleme endgültig beendet werden. Dave Rotten hat zusammen mit seinem Bandkollegen Toni das Label Xtreem Music gegründet.

## Einige Veröffentlichungen
| - Deranged – Architects of Perversions (1994) - Immolation – Stepping on Angels…Before Dawn (1995) - Avulsed – Carnivoracity (1995) - Vader – Sothis (1996) - Demilich – Nespithe (1996) - Adramelech – Psychostasia (1996) - Deeds of Flesh – Trading Pieces (1996) - Incantation – The Forsaken Mourning Of… (1997) | - Rotten Sound – Under Pressure (1997) - Deeds of Flesh – Inbreeding the Anthropophagi (1998) - Avulsed – Cybergore (1998) - Adramelech – Seven (1998) - Anasarca – Godmachine (1998) - Rotten Sound – Drain (1999) - Avulsed – Stabwound Orgasm (1999) - Disgorge – Forensick (1999) |